# Colgar farinosa
Colgar farinosa är en insektsart som först beskrevs av Xavier Montrouzier 1861.  Colgar farinosa ingår i släktet Colgar och familjen Flatidae. Inga underarter finns listade i Catalogue of Life.